# The Predator (film)
The Predator este un film american SF de groază și acțiune din 2018 regizat de Shane Black dupa un scenariu de Black și Fred Dekker. Este al patrulea film din franciza Predator, după Predator (1987), Predator 2 (1990) și Predators (2010), acțiunea filmului are loc între cea din Predator 2 și Predators. Rolurile principale sunt interpretate de actorii Boyd Holbrook, Olivia Munn, Trevante Rhodes, Keegan-Michael Key, Sterling K. Brown, Jacob Tremblay și Thomas Jane.

## Prezentare
Quinn McKenna (Boyd Holbrook) a descoperit existența Predatorilor și încearcă să convingă lumea de amenințarea pe care o reprezintă.

## Distribuție
- Boyd Holbrook - Quinn McKenna
- Olivia Munn - Casey Bracket
- Trevante Rhodes - Nebraska Williams[5][6]
- Keegan-Michael Key[7]
- Sterling K. Brown[8]
- Jacob Tremblay
- Thomas Jane
- Yvonne Strahovski
- Alfie Allen[9]
- Augusto Aguilera[10]
- Jake Busey[11]
- Edward James Olmos - un militar.[12]

## Producție
Filmările au început la 20 februarie 2017  în Vancouver. 